# Camila Martins Pereira
Camila Martins Pereira (* 10. Oktober 1994 in São Bento do Sul, SC), auch Camilinha genannt, ist eine brasilianische Fußballspielerin, die seit 2020 bei SE Palmeiras unter Vertrag steht.

## Karriere

### Vereine
Camila spielte bis Anfang 2015 für die brasilianischen Erstligisten AE Kindermann und Ferroviária. Im Mai 2015 wechselte sie zum NWSL-Teilnehmer Houston Dash, für den sie am 6. Juni im Heimspiel gegen den Portland Thorns FC debütierte. Zum Ende der Spielzeit 2015 kehrte Camila nach Brasilien zurück und spielte bei SE Tiradentes und 2016 erneut bei Ferroviária. Zur Saison 2017 der NWSL wechselte sie zur Franchise der Orlando Pride.

### Nationalmannschaft
Camila nahm mit der brasilianischen U-20-Nationalmannschaft an der U-20-Weltmeisterschaft 2014 in Kanada teil. Sie kam dabei in allen drei Gruppenspielen Brasiliens über die volle Spieldauer zum Einsatz. Am 26. November 2014 debütierte sie bei einem Spiel gegen Frankreich in der brasilianischen A-Nationalmannschaft.
| Länderspieltore A-Auswahl |       |            |             |            |       |          |                       |
| Tor                       | Spiel | Datum      | Ort         | Gegner     | Stand | Endstand | Anlass                |
| #1                        | 9     | 27.07.2017 | Seattle     | Japan      | 1:1   | 1:1      | Tournament of Nations |
| #2                        | 11    | 03.08.2017 | Los Angeles | Australien | 1:0   | 1:6      | Tournament of Nations |

## Erfolge
- CONMEBOL Copa Libertadores: 2022
- Brasilianische Pokalsiegerin: 2016
- Brasilianische Superpokalsiegern: 2025
- Staatsmeisterin von São Paulo: 2022